# Чемпионат России по американскому футболу
Чемпионат России по американскому футболу — национальный чемпионат по американскому футболу, разыгрываемый среди клубов России.

## История
Первый чемпионат России по американскому футболу был организован в 1992 году. Его участниками стали 5 команд: «Московские Медведи», «Московские Демоны», «Санкт-Петербург – 90», «Сибирские Дьяволы» и «Сибирские Медведи». Победителем первого чемпионата стали «Московские Медведи».
В условиях нестабильной экономической ситуации произошло расформирование ряда клубов по американскому футболу в России, к 1994 году осталась единственная команда «Московские Медведи». В результате третий розыгрыш чемпионата России по американскому футболу 1994 года не был проведён.
1996-й стал годом возрождения чемпионата России, который с того момента проводится ежегодно. Но чемпионат проводился только среди юниоров, а полноценным он стал только с 2002 года, когда чемпионат России впервые прошёл во всех возрастных категориях.
В 2013 году схема чемпионата была переработана следующим образом. 19 заявленных команд были разбиты на 4 территориальных зоны. По итогам зональных игр победители разыгрывали награды чемпионата; команды, занявшие вторые места — места с 5-го по 8-е и т. д.
Северный дивизион: «Грифоны» (Санкт-Петербург), «Невские Львы» (Санкт-Петербург), «Северный Легион» (Санкт-Петербург).
Западный дивизион: «Драконы» (Москва), «Патриоты» (Москва), «Черный Шторм» (Москва), «Юнайтед» (Москва).
Южный дивизион: «Барсы» (Казань), «Бронкос» (Нижний Новгород), «Буревестники» (Самара), «Гладиаторы» (Астрахань), «Коршуны» (Волжский), «Рэйдерс 52» (Нижний Новгород), «Утки» (Воронеж).
Восточный дивизион: «Пираньи» (Екатеринбург), «Уральские Зверобои» (Озёрск), «Молнии» (Екатеринбург), «Скауты» (Челябинск), «Сталевары» (Ижевск), «Стальные Тигры» (Пермь).
В 2018 году схема чемпионата была переработана следующим образом. 11 заявленных команд были разбиты на 2 территориальных зоны. По итогам зональных игр победители разыгрывали награды чемпионата; команды, занявшие вторые места — места с 5-го по 8-е и т. д.
- Дивизион Центр: «Бунтари» (Ярославль), «Грифоны» (Санкт-Петербург), «Северный Легион» (Санкт-Петербург), «Драконы» (Москва), «Патриоты» (Москва), «Юнайтед» (Москва), «Спартанцы» (Москва).
- Дивизион Урал: «Танки» (Челябинск), «Молнии» (Екатеринбург), «Стальные Тигры» (Пермь), «Волки» (Астана).

В 2016—2018 годах проводилась Лига Американского Футбола (ЛАФ).
В 2018 году схема чемпионата была переработана следующим образом. 13 команд из пяти регионов: «Патриоты», «Драконы», «Витязь», «Спартак» (московский), «Северный Легион», «Оружейники», (северо-западный), «Стальные Тигры», «Рэйдерс 52», «Буревестники», «Моторы» (волжский), «Молнии», «Танки» (уральский) и «Бизоны» (южный); В регулярном чемпионате каждая команда проводила по шесть матчей: три дома и три на выезде; после регулярного чемпионата сыгран плей-офф. Игры проводились только в уральском дивизионе.
В 2019 году была образована Восточно-европейская Суперлига, которая с 2020 года получила статус Чемпионата России по американскому футболу. Победителями турниров 2019 и 2020 годов становились Спартанцы (Москва).

## Чемпионы и призёры
| Год                   | Чемпионы                    | 2-е место                           | 3-е место                                                    |
| --------------------- | --------------------------- | ----------------------------------- | ------------------------------------------------------------ |
| 1991 (чемпионат СССР) | «Медведи» (Москва)          | «Лебеди» (Москва)                   | «Атланты» (Харьков)                                          |
| 1992                  | «Медведи» (Москва)          | «Сибирские Дьяволы» (Красноярск)    | «Сибирские Медведи» (Красноярск)                             |
| 1993                  | «Медведи» (Москва)          | «Сибирские Дьяволы» (Красноярск)    | «Орлы» (Москва)                                              |
| 1994                  |                             |                                     |                                                              |
| 2002                  | «Патриоты» (Москва)         | «Медведи» (Москва)                  |                                                              |
| 2003                  | «Патриоты» (Москва)         | «Медведи» (Москва)                  | «Танки» (Москва) — «Гладиаторы» (Астрахань)                  |
| 2004                  | «Патриоты» (Москва)         | «Медведи» (Москва)                  | «Танки» (Москва) — «Гладиаторы» (Астрахань)                  |
| 2005                  | «Патриоты» (Москва)         | «Танки» (Москва)                    | «Гладиаторы» (Астрахань)                                     |
| 2006                  | «Патриоты» (Москва)         | «Чёрный Шторм» (Москва)             | «Танки» (Москва)                                             |
| 2007                  | «Патриоты» (Москва)         | «Танки» (Москва)                    | «Чёрный Шторм» (Москва)                                      |
| 2008                  | «Патриоты» (Москва)         | «Танки» (Москва)                    | «Чёрный Шторм» (Москва)                                      |
| 2009                  | «Патриоты» (Москва)         | «Гладиаторы» (Астрахань)            | «Драконы» (Москва)                                           |
| 2010                  | «Патриоты» (Москва)         | «Красные Соколы» (Москва)           | «Грифоны» (Санкт-Петербург)                                  |
| 2011                  | «Патриоты» (Москва)         | «Юнайтед» (Москва)                  | «Невские львы» (Санкт-Петербург)                             |
| 2012                  | «Патриоты» (Москва)         | «Скауты» (Челябинск)                | «Грифоны» (Санкт-Петербург)                                  |
| 2013                  | «Чёрный Шторм» (Москва)     | «Грифоны» (Санкт-Петербург)         | «Драконы» (Москва) и «Гладиаторы» (Астрахань)                |
| 2014                  | «Патриоты» (Москва)         | «Гладиаторы» (Астрахань)            | «Грифоны» (Санкт-Петербург) и «Рейдерс 52» (Нижний Новгород) |
| 2015                  | «Грифоны» (Санкт-Петербург) | «Патриоты» (Москва)                 | «Витязь» (Подольск) и «Спартанцы» (Москва)                   |
| 2016                  | «Патриоты» (Москва)         | «Спартанцы» (Москва)                | «Рейдерс 52» (Нижний Новгород) и «Литвины» (Минск)           |
| 2017                  | «Патриоты» (Москва)         | «Грифоны» (Санкт-Петербург)         | «Стальные Тигры» (Пермь) и «Спартанцы» (Москва)              |
| 2018                  | «Спартанцы» (Москва)        | «Патриоты» (Москва)                 | «Стальные Тигры» (Пермь) и «Грифоны» (Санкт-Петербург)       |
| 2019                  | «Патриоты» (Москва)         | «Стальные Тигры» (Пермь)            | «Уральские молнии» (Екатеринбург)                            |
| 2020                  | «Спартанцы» (Москва)        | «Стальные Тигры» (Пермь)            | «Северный Легион» (Санкт-Петербург)                          |
| 2021                  | «Спартанцы» (Москва)        | «Патриоты» (Москва)                 | «Спартак» (Москва)                                           |
| 2022                  | «Спартанцы» (Москва)        | «Спартак» (Москва)                  | «Северный Легион» (Санкт-Петербург)                          |
| 2023                  | «Спартанцы» (Москва)        | «Северный Легион» (Санкт-Петербург) | «Спартак» (Москва)                                           |
| 2024                  | «Спартанцы» (Москва)        | «Спартак» (Москва)                  | «Кэпитал Шаркс» (Москва)                                     |

#### Победители и призёры чемпионата России среди женских команд
С 2010-х годов начался рост женских коллективов по американскому футболу. Большую роль в популяризации игры среди девушек сыграла Женская лига американского футбола (WLAF). Будучи московской, WLAF приглашает для участия в своих соревнованиях и команды из других регионов страны. Получается полноценный Чемпионат России. Так, в 2019 году владивостокские «Косатки» представляли, по сути, сборную Дальнего Востока, куда вошли девушки и из хабаровских «Кобр». В 2021 году в турнире WLAF впервые приняли участие санкт-петербургские «Валькирии», ранее выступавшие в сильном чемпионате Финляндии.
Перед образованием WLAF было проведено три Кубка России. В 2015 и 2016 годах Кубок выигрывали «Валькирии», а в 2017 году «Сирены».
| Год  | Чемпионы          | 2-е место                   | 3-е место                    |
| 2018 | «Сирены» Москва   | «Юникорнс» Москва           | «Стрекозы» Москва            |
| 2019 | «Юникорнс» Москва | «Косатки» Владивосток       | «Дикие Волчицы» Екатеринбург |
| 2020 | «Стрекозы» Москва | «Юникорнс» Москва           | «Сеченов-Феникс» Москва      |
| 2021 | «Юникорнс» Москва | «Валькирии» Санкт-Петербург | «Стрекозы» Москва            |
| 2022 | «Юникорнс» Москва | «Валькирии» Санкт-Петербург | «Сеченов-Феникс» Москва      |

Примечания
|1. ↑ Возрождение Атлантиды — iSport.ua
|2. ↑ Американский футбол . — Спорт-Экспресс от 1.10.2002
|3. ↑ Американский футбол . — Спорт-Экспресс от 22.10.2003
|4. ↑ Американский футбол . — Спорт-Экспресс от 25.10.2004
|5. ↑ Американский футбол . — Спорт-Экспресс от 29.09.2006
|6. ↑ Американский футбол . — Спорт-Экспресс от 15.10.2007
|7. ↑ Питерские «Грифоны» стали чемпионами России (неопр.) (недоступная ссылка). Дата обращения: 28 января 2016. Архивировано 4 февраля 2016 года.
Ссылки
- История американского футболу в СССР и России
- В чемпионате России-2013 примут участие 19 команд
- В. Саливон. Гладиаторы футбольных полей. — М.: ФиС, 1995. — 224 с.

| Лига американского футбола (Сезоны: 2016, 2017, 2018, 2019) |                                                                               |
| Дивизион Центр                                              | - Северный Легион - Грифоны - Патриоты - Спартанцы - Москоу Юнайтед - Драконы |
| Дивизион Урал                                               | - Уральские Молнии - Бунтари - Волки - Танки - Стальные Тигры                 |
| Чемпионы России                                             | - Патриоты (15) - Медведи (3) - Чёрный Шторм (1) - Грифоны (1)                |